# La joie de vivre
La joie de vivre é um romance de Émile Zola publicado em 1884. Foi editado pelo menos duas vezes em Portugal com o título A alegria de viver.

## Análise da obra
Trata-se de um romance algo desconcertante, mas ao mesmo tempo grandioso, sobre a luta da humanidade como colectivo, e do ser humano individualmente, contra forças que lhe são superiores, as quais nunca poderá vencer, e que são fundamentalmente as forças da natureza.
Isto vem abrir algumas perspectivas diferentes nas interpretações sobre o naturalismo e o romance naturalista, e sobre a mensagem que Émile Zola procurava transmitir. É épica a luta dos personagens para dominar o mar e para dominar a doença, mas o resultado será inevitável e resultará em tragédia.
O destino dos personagens é trágico, e o cenário é algumas vezes de pesadelo, mas quando não há tempestade o mar é tão belo e acolhe aqueles que se amam, quando momentaneamente libertos da doença e das intrigas. E mesmo nos momentos difíceis é visível a força e a coragem dos que procuram vencer. Só pode estar aí a alegria de viver.